# Философский скептицизм
Филосо́фский скептици́зм — школа философской мысли. Скептицизм может варьироваться от сомнений в современных философских подходах до агностицизма и отрицания реальности внешнего мира.
От методологического скептицизма философский скептицизм отличает то, что подход философского скептицизма заключается в отрицании того, что достоверные знания возможны, в то время как методологический скептицизм подвергает все утверждения подробным исследованиям с целью установления, какие из этих утверждений истинны.

## Школы философского скептицизма
Некоторые сторонники философского скептицизма считают, что знания в принципе возможны. Можно считать, что таких взглядов придерживался Сократ, который, по-видимому, считал, что если люди будут продолжать задавать вопросы, то они достигнут знаний, хотя и не имеют их сейчас. Некоторые скептики пошли дальше и утверждают, что истинное знание невозможно, как, к примеру, Академическая школа Древней Греции после Карнеада. Сторонники третьего подхода не отвергают и не утверждают возможность знания.
В Китае даосская книга Чжуан-цзы, которую приписывают философу 4 века д.н.э. Чжуан-цзы периода Ста школ, является скептической по своей сути. В ней представлены два известных скептических парадокса — «Счастье рыбы» и «Чжуан-цзы приснилось, что он бабочка».
В исламской философии скептицизм был основан Абу Хамид аль-Газали как часть ортодоксальной школы в исламской теологии.
Мишеля де Монтеня считают основателем современного скептицизма, в особенности в его работе «Опыты».

## Скептические гипотезы
Под скептической гипотезой понимают гипотетическую ситуацию, которую можно использовать как аргумент к скептицизму по отношению к какому-либо утверждению или классу утверждений.
Скептическая гипотеза в современной западной философии впервые появляется у Декарта в «Размышлениях о первой философии».
Известными примерами таких гипотез являются:
- Мозг в колбе.
- Аргумент сна Декарта и Чжуан-цзы, полагающий, что реальность неотличима от сна.
- Гипотеза пяти минут, которая предполагает, что мир был создан недавно, вместе со следами и записями, указывающими на то, что он был создан давно.
- Гипотеза имитации реальности, которая предполагает, что мы находимся внутри компьютерной симуляции.